# Diagramă de relații
Diagrama de relații (engleză Interrelationship Diagram) este un instrument utilizat în managementul calității pentru a expune toate relațiile și factorii cauză-efect implicați într-o problemă sau situație complexă și care descrie rezultatele dorite. Diagrama de relații permite identificarea cauzelor posibile succesive ale unei probleme date și reprezentarea complexității tuturor legăturilor lor. Dicționarul Business Dictionary oferă următoarea definiție pentru diagrama de relații: „Diagrama de relații este un instrument grafic utilizat în menținerea sub control a calității, pentru a prezenta relațiile logice și cauzale dintre factorii care produc variații.”
Această tehnică poate fi utilizată, de exemplu, în analiza reclamațiilor clienților, a problemelor apărute în implementarea sistemului calității.

## Exemplu de diagramă

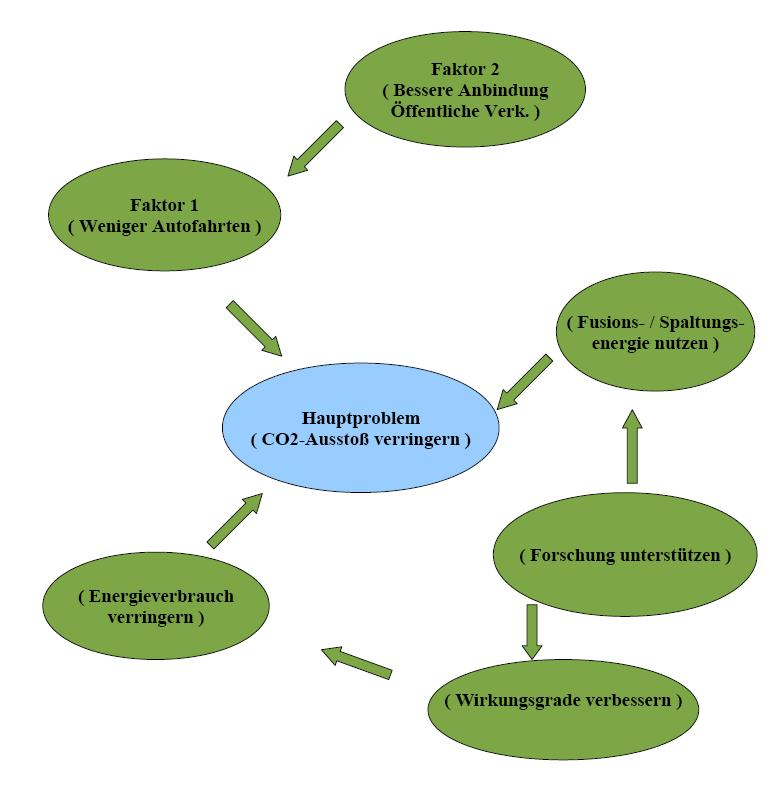
O diagramă eșantion, pe tema emisiilor de CO_{2} (în paranteze)

## Construirea unei diagrame de relații
În general, este util să se construiască o diagramă de relații atunci când:
- problema este admisă de participanți;
- problema este suficient de importantă și complexă;
- atrage după sine decizii critice.[2]

Pentru construirea diagramei se parcurg următoarele etape:
- se descrie și se formalizează problema pe care o va explora diagrama de relații. Aceasta se scrie pe fișe autocolante care se plasează în partea superioară a suprafeței de lucru. Problema astfel formulată de grupul de participanți trebuie scrisă în centrul panoului de hârtie kraft și încercuită pentru a marca bine că este vorba de punctul de plecare al reflecției;
- identificarea cauzelor care fac ca problema respectivă să existe; fiecare dintre acestea poate fi efectul altor cauze; se stabilesc astfel legăturile "cauze-efect" principale; se trasează săgeți de la fiecare idee asupra problemei către cele pe care le cauzează sau le influențează;
- se identifică circuitele cauze-efecte care determină cu cea mai mare probabilitate, problema analizată;
- se numără săgețile de la și până la fiecare idee. Ideile de la care pornesc cele mai multe săgeți spre alte idei sunt idei de bază. Ideile care sunt desenate cu săgeți „de intrare” sunt efecte finale care ar putea fi critice de adresat.

Diagrama de relații poate fi utilizată individual, însă mai frecvent în grup de 4-5 persoane.
În concluzie, pornind de la o problemă identificată anterior, diagrama de relații permite unui grup de persoane să descopere, printr-un demers creativ și rațional, principalele cauze și interdependențele lor, care pot servi eventual ca date de intrare într-o activitate ulterioară, cum ar fi o diagramă arbore.